# ランダウアーの原理
ランダウアーの原理（ランダウアーのげんり、英: Landauer's Principle）とは、情報の消去など論理的に非可逆な計算は熱力学的にも非可逆であり、環境での相応する熱力学的エントロピーの上昇を必要とすることを主張する原理である。1961年にIBMのロルフ・ランダウアーによって始めに議論された。
定量的には、情報処理過程において1ビット（=1シャノン）の情報を失うとき、環境での熱力学的エントロピーの上昇も最低でも1ビットとなる。通常の物理的単位で表すならこれは k ln 2 であり、よって環境に放出される熱は最低でも kT ln 2 となる（ただし、k はボルツマン定数、T は絶対温度）。この限界値は、ランダウアーの限界 (Landauer's limit) もしくはフォン・ノイマン＝ランダウアーの限界と呼ばれる。
ランダウアーの原理は熱力学第二法則の理論的帰結として理解できる。計算の論理状態の数が計算が進むにつれて減少するならば、熱力学第二法則よりエントロピーを減少させないように、各論理的状態に対応する物理的状態の数がそれを補償するだけ増加しなければならない。システムの論理状態のみを取り出すことができる観測者にとっては、これは熱力学的エントロピーが増大したことを意味する。
この限界は情報処理過程が論理的に非可逆な場合のみに存在するものである。情報の消去がない可逆計算ならば、原理的に熱力学的にも可逆なものにすることができ、こうした限界は存在しない。換言すれば、用いられる基本的な計算過程を元の状態から結果の状態への関数として表したとき、すべて単射（1対1）となるようなものならば、エントロピーの増加量に理論的な下限は存在しない。通常の論理和や論理積はこの条件を満たさないが、単射とするための「ゴミ」を忘れずにとっておくような過程ならばこれは実現できる。
ランダウアーの限界はもちろん現在の通常のコンピュータにとっては問題にならないほど小さな値である。しかし、熱力学第二法則に反するように見えるために多くの論議を巻き起こしたマクスウェルの悪魔の問題をチャールズ・ベネットが議論した際に、悪魔の記憶の消去によるエントロピーの増加を表すものとして決定的な役割を果たした。